# Ацетат свинцю(II)
Ацетат свинцю (II) (свинець оцтокислий, формула: Pb(CH3COO)2) — хімічна сполука, свинцева сіль оцтової кислоти. За нормальних умов — прозорі кристали. Тригідрат має солодкий смак, однак через надзвичайну отруйність смакувати його вкрай небезпечно. Утворює кристалогідрати: Pb(CH3COO)2•3H2O (свинцевий цукор) і Pb(CH3COO)2•10H2O.

## Історія
Як побічний продукт ацетат свинцю утворювався під час виготовлення так званого «дефрутума» (випареного у свинцевих котлах виноградного соку), який широко використовувався у давньоримській кулінарії як підсолоджувач. Існують припущення, що хронічні отруєння, які спричинювались свинцевим цукром, були одним із факторів погіршення здоров'я жителів Римської імперії.

## Отримання
Ацетат свинцю (II) отримують шляхом взаємодії оцтової кислоти з оксидом чи карбонатом свинцю(II):
{\displaystyle {\mathsf {PbO+2CH_{3}COOH{\xrightarrow {\ \ }}\ Pb(CH_{3}COO)_{2}+H_{2}O}}}
{\displaystyle {\mathsf {PbCO_{3}+2CH_{3}COOH{\xrightarrow {\ \ }}\ Pb(CH_{3}COO)_{2}+H_{2}O+CO_{2}\uparrow }}}
Також можна розчинити в оцтовій кислоті свинець при нагріванні та в присутності кисню (повітря):
{\displaystyle {\mathsf {2Pb+4CH_{3}COOH+O_{2}{\xrightarrow {\ \tau ^{o}C}}\ 2Pb(CH_{3}COO)_{2}+2H_{2}O}}}
При випаровуванні розчину ацетату свинцю(II) випадають кристали тригідрату Pb(CH3COO)2•3H2O. Для отримання кристалів безводного ацетату свинцю необхідно проводити випаровування за значного надлишку оцтової кислоти.
Ціна на ацетат свинцю категорії «чистий» становить близько $5 500/т.

## Фізичні властивості
Утворює безколірні прозорі кристали. Безводний ацетат свинцю плавиться при 280 °С з частковою возгонкою та розкладанням на Pb, CO2, H2O й ацетон.
Найбільш вивчений тригідрат ацетату свинцю. Він утворює безбарвні прозорі кристали, які за температури 75 °С плавляться у власній кристалізаційній воді, а за температури 100 °С починають розкладатись (скоріше за все — гідроліз).
Кристали тригідрату ацетату свинцю належать до моноклінної сингонії, просторова група С 2/m, параметри елементарної чарунки a = 1,585 нм, b = 0,730 нм, c = 0,910 нм, α=109,8.

## Хімічні властивості

### Аналітичні реакції на ацетат свинцю
Якісні реакції визначають наявність іонів свинцю (II):
- реакція з йодидом калію дає жовтий (золотавий) осад, який частково розчиняється при нагріванні та знову випадає у вигляді золотавих пластинок при охолодженні розчину (золотий дощ)

{\displaystyle {\mathsf {Pb(CH_{3}COO)_{2}+2KI{\xrightarrow {\ \ }}\ PbI_{2}\downarrow +2CH_{3}COOK}}}
- реакція із сірководневою водою з утворенням чорного осаду сульфіду свинцю

{\displaystyle {\mathsf {Pb(CH_{3}COO)_{2}+H_{2}S{\xrightarrow {\ \ }}\ PbS\downarrow +2CH_{3}COOH}}}

## Застосування
Нині ацетат свинцю використовується в аналітичній хімії, медицині, фарбуванні, ситценабивній справі, як наповнювач шовку й для отримання інших сполук свинцю. В минулому використовувався в косметичних засобах, але через високу токсичність був заборонений.

### В медицині
В медицині використовують водний розчин ацетату свинцю, так звана «свинцева примочка» — зовнішній протизапальний і в'яжучий засіб, застосовується під час запалювальних захворювань шкіри та слизових оболонок, а також синців та забоїв.

## Токсичність
Для ацетату свинцю ГДК становить 0,01 мг/м³.

### Симптоми гострого отруєння
Металевий присмак у роті, біль у животі, блювання, пронос (фекалії чорного кольору), олігурія, колапс, кома.

### Симптоми хронічного отруєння
Втрата апетиту, схуднення, запор, апатія чи дратівливість, швидка втомлюваність, головний біль, металевий присмак в роті, сіра кайма на яснах. Більш виражена інтоксикація супроводжується періодичним блюванням, порушенням координації, болями в кінцівках, у суглобах, розладами чутливості, паралічами м'язів-розгиначів кисті та стопи, порушенням менструального циклу, абортами.